# Umm al-Fahm
Umm al-Fahm (Arabe : أمّ الفحم, ; Hébreu : אֻם אל-פַחְם) est une ville du district d'Haïfa en Israël comptant une population de 57 751 habitants en 2022, à 99, 7%  musulmans. Leurs habitants sont donc Arabes israéliens. La ville est située sur la crête de la montagne Umm al-Fahm, son point le plus élevé étant le Mont Iskander (522 mètres d’altitude), surplombant la région de Wadi Ara. Umm al-Fahm est un point d'attraction social, culturel et économique pour les habitants de cette région qui fait partie du Triangle.

## Histoire
Plusieurs sites archéologiques autour de la ville datent de l'Âge du fer, de l'époque hellénistique de la Rome antique et de l’époque musulmane. Selon l’historien musulman Ahmad al-Maqrîzî, le village de Umm al-Fahm (Mère du charbon en arabe) fut créé en 1265. Il était encerclé de forêts permettant la production de charbon de bois. 
En 1948, il y avait 4 500 habitants, majoritairement paysans, à Umm al-Fahm et ses environs. Depuis la création de l’État d’Israël en 1948, la population a fortement augmenté. En 1960, Umm al-Fahm obtient le statut de Conseil local, ainsi le village a été gouverné par des conseils élus. En 1985, Umm al-Fahm a obtenu le statut de ville et un conseil municipal a été mis en place

## Démographie
Selon l'Office central israélien des statistiques, en 2001, tous les habitants de Umm al-Fahm étaient Arabes (à 99,7 % musulmans).
La ville comptait 36 800 habitants répartis en 18 700 hommes pour 18 000 femmes. 51,2 % de la population avait 19 ans ou moins. 18,2 % était âgé de 20 à 29 ans, 18,9 % entre 30 et 44 ans, 7,8 % entre 45 et 59 ans et 3,9 % avait plus de 60 ans. Le taux de croissance de la population était de 3,2 % par an.

## Économie
Depuis la création de l’État d’Israël, Umm al-Fahm est passé de simple village à un centre urbain servant de plaque tournante pour les villages environnants. La majorité des salariés travaillent dans le secteur du bâtiment. Les autres sont employés de bureau ou commerçants. Cependant, quelques usines sont apparues au fil du temps.
On y cultive également le citron balady.

### Revenu
Selon l'Office central israélien des statistiques, il y avait 5 843 employés et 1 089 indépendants en 2000. Le salaire mensuel moyen était de 2 855 NIS. Cependant, les hommes gagnaient 3 192 NIS alors que les femmes ne gagnaient que 1 466 NIS. Les indépendants avaient, eux, un revenu moyen de 4 885 NIS. A titre d'information, au 15 juin 2019, 1 EUR = 4,05 NIS. 
Dans le même temps, 488 personnes percevaient le chômage tandis que 4 949 autres habitants touchaient une aide sociale. En 2007, 30 % de la population se situait en dessous du seuil de pauvreté.

## Éducation
Selon l'Office central israélien des statistiques, il y a 17 écoles pour 9 106 élèves. Ces établissements comprennent douze écoles élémentaires (5 329 élèves) et sept écoles secondaires  (avec 3 777 élèves). En 2001, le taux de réussite à l'équivalent du baccalauréat français- le Bagrut - était seulement de 50,4 %.

## Politique et gouvernement
En 1999, 500 personnes furent blessées lors d’affrontements avec l’armée et la police israéliennes alors qu’elles protestaient contre des expropriations. En septembre 2000, trois morts et plus de cent blessés ont eu lieu, lors des manifestations du début de la Seconde Intifada.
Depuis les années 1990, la municipalité est détenue par le Mouvement islamique israélien. L’ancien maire, Sheikh Raed Salah a été arrêté en 2003 en raison de supposés détournements de millions de dollars en faveur du Hamas. Il a été libéré après deux ans de prison.
Sheikh Hashem Abd al-Rahman a été élu maire en 2007 puis remplacé en novembre 2008 par Khaled Aghbariyya.

## Culture, sport et tourisme

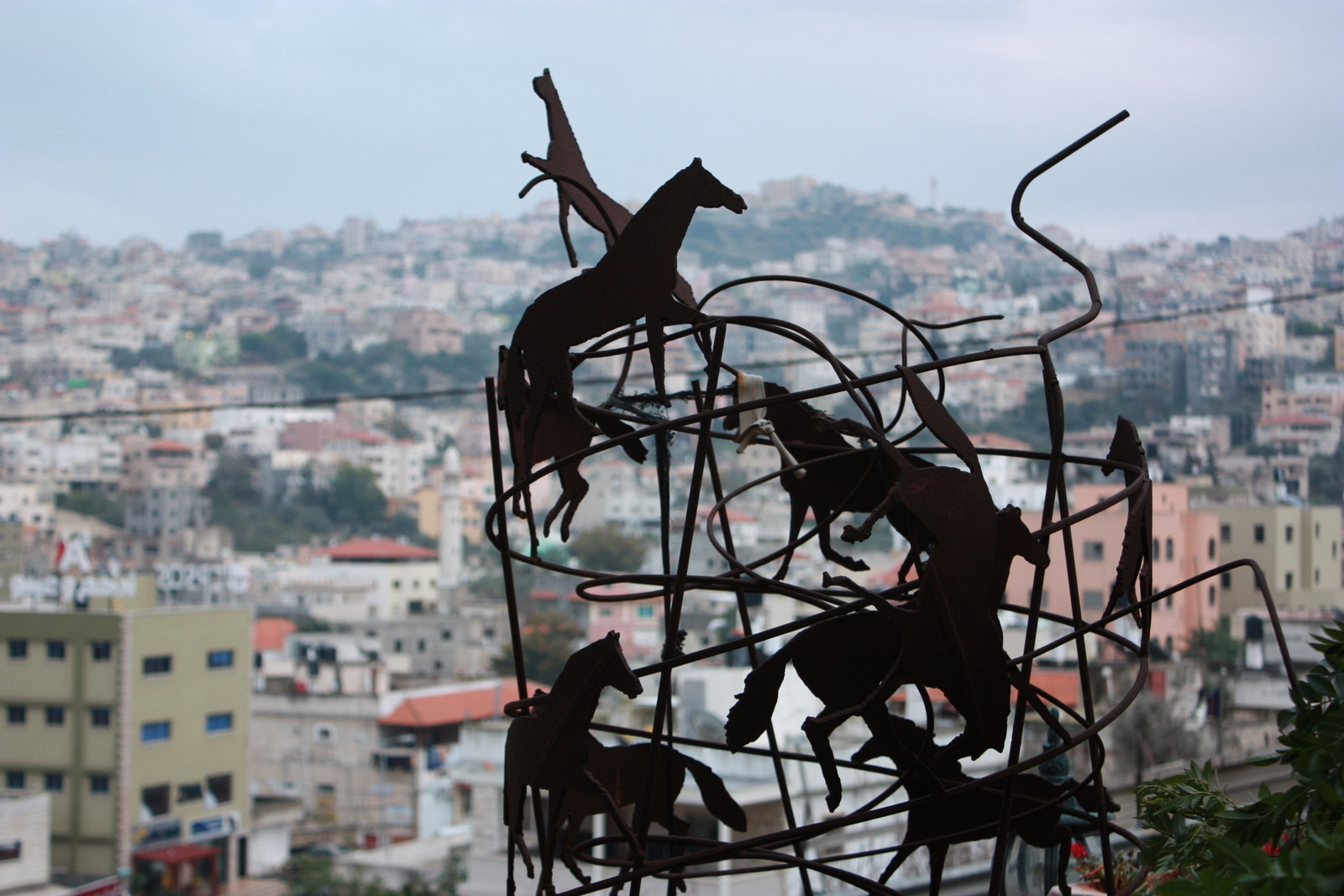
Panorama de la ville

Le musée d’art d'Umm al-Fahm a été créé en 1996 afin d’accueillir des expositions d’art contemporain, mais aussi d’art arabe et palestinien. Il est géré par l’association El-Sabar. Yoko Ono participa à une exposition en 1999 et certaines de ses œuvres sont toujours sur place. Le musée a ouvert des cours pour les enfants aussi bien arabes que juifs, exposant ensuite leurs travaux. En 2007, la municipalité accorda un permis de construire pour créer une autre salle, plus grande. L’architecte en était Senan Abdelqader.
La ville compte plusieurs clubs de football : Hapoel Umm al-Fahm (Liga Artzit, 3e division), Ironi Sayid Umm al-Fahm (Liga Alef, 4e division), Maccabi Umm al-Fahm (Liga Bet, 5e division) et Beitar Umm al-Fahm (Liga Gimel, 6e division).
Le Tapis vert est une association créée par des habitants de la ville afin de promouvoir le tourisme à Umm al-Fahm et ses environs.

## Personnalités nées à Umm-el-Fahm
- Gassan Abbas, acteur et directeur du théâtre Diwan el Lajun
- Tawfik Abu Wael, réalisateur (1976-)
- Raed  Salah, poète  et responsable du Mouvement islamique en Israël  (1958-)
- Ghassan Fawzi , Hassan Abou Ali et Mohamad Abou Salameh... prisonniers politiques et fondateurs du mouvement politique HARAKAT ABNAA AL BALAD en 1973...